# Cicindela obsoleta
Cicindela obsoleta är en skalbaggsart som beskrevs av Thomas Say 1823. Cicindela obsoleta ingår i släktet Cicindela och familjen jordlöpare.

## Underarter
Arten delas in i följande underarter:
- C. o. neojuvenilis
- C. o. obsoleta
- C. o. santaclarae
- C. o. vulturina